# ولع دائمی
«ولع دائمی» (به انگلیسی: Constant Craving) ترانه‌ای از کی.دی. لنگ و یکی از تک‌آهنگ‌های پنجمین آلبوم او با نام دختر معصوم است که در سال ۱۹۹۲ منتشر شد. این ترانه سرودهٔ لَنگ و بن مینک است.
«ولع دائمی» در سال ۱۹۹۲ در جدول‌های معاصر بزرگسالان کانادا و ایالات متحدهٔ آمریکا تا رتبهٔ دوم صعود کرد. همچنین در بیلبورد هات ۱۰۰ ایالات متحده در جایگاه ۳۸ قرار گرفت و در آفیشال چارتس بریتانیا به ردهٔ پانزدهم رسید. این قطعه که شناخته‌شده‌ترین اثر لَنگ در سطح جهانی‌ست در زمان انتشارش در اروپا تا رتبهٔ چهل و ششم جدول یوروچارت هات ۱۰۰ صعود کرد.
«ولع دائمی» در سال ۱۹۹۳ جایزهٔ گرمی «بهترین اجرای آواز پاپ زن» را برای لنگ به ارمغان آورد و نقش مهمی در موفقیت آلبوم دختر معصوم داشت که به پرفروش‌ترین آلبوم لَنگ تبدیل شد. دختر معصوم در استرالیا، کانادا و ایالات متحده گواهی فروش دو بار پلاتینیوم و در بریتانیا تک پلاتینیوم را دریافت کرد.

## ساخت و محتوا
در زمان ساخت آلبوم دختر معصوم لَنگ برای نوشتن ترانه‌ها مکانی کوچک در ونکوور اجاره کرده بود. یک‌بار که داشت آهنگ «کلاغ سیاه» از جونی میچل را گوش می‌کرد به بن مینک گفت: «عالی نیست اگر بتوانیم آهنگی با آکوردهای باز و روان مشابه این اجرا کنیم؟» او با یک کیبورد کوچک کاسیو خیلی سریع موسیقی را ساخت اما نوشتن شعر ماه‌ها طول کشید. به گفتهٔ خودش روزی با یک ماشین تحریر پشت پنجره نشسته بود که عبارت «ولع مداوم» به ذهنش آمد و پس از آن بقیهٔ شعر نوشته شد.
«ولع دائمی» به سامسارا (چرخهٔ تولد و مرگ در بودیسم) مربوط می‌شود، اما من در آن زمان یک بودایی مقید و معتقد نبودم بنابراین صادقانه بگویم نمی‌دانم که انگیزهٔ نوشتن آهنگ چه بوده‌است. فقط از منظر طلب و میل درونی آن را نوشتم.